# Вельможа (Малопольское воеводство)
Вельмо́жа (пол. Wielmoża) — село в Польше в сельской гмине Сулошова Краковского повета Малопольского воеводства.

## География
Село располагается в 9 км от административного центра гмины села Сулошова и в 25 км от административного центра воеводства города Краков. Около села проходит краевая дорога № 794.

## История
Первые упоминания о селе относятся к XIII веку. В то время оно принадлежало князю Болеславу V Стыдливому, который в 1257 году подарил село монастырю клариссок. В 1274 году настоятельница монастыря передала село в собственность францисканскому ордену. Позднее село было передано краковскому епископу. В конце XIV века село стало собственностью владельца замка в Песковой-Скале Петру Шафраньцу. В 1490 году в селе было 21 крестьянских хозяйств. С XVI века село последовательно переходило в собственность семей Пескоскальских, Жебжидовских, Велькопольских и Мерошевских.
В 1975—1998 годах село входило в состав Краковского воеводства.

## Население
По состоянию на 2013 год в селе проживало 1563 человек.
| 2010 | 2013 |
| ---- | ---- |
| 1647 | 1563 |

Данные переписи 2013 года:
| Перепись  | Всего   | Всего | Женщины | Женщины | Мужчины | Мужчины |
| --------- | ------- | ----- | ------- | ------- | ------- | ------- |
| Единицы   | человек | %     | человек | %       | человек | %       |
| Население | 1563    | 100   | 764     |         | 799     |         |